# Eberhard Fraas
Eberhard Fraas, född 26 juni 1862 i Stuttgart, Württemberg, död där 6 mars 1915, var en tysk geolog och paleontolog, son till Oscar Friedrich Fraas.
Efter att 1886 ha fullföljt sina geologiska studier i Leipzig och München inledde Fraas geologiska undersökningar i Alperna. Då han 1891 anställdes som assistent och från 1894 som konservator vid den geologiska avdelningen på Königliches Naturalien-Kabinett i Stuttgart övergick han till att studera sitt hemlands geologi.
Han utgav flera geologiska kartor och beskrev däggdjur som påträffats i Württembergs grottor. Från resor i Sydeuropa, Egypten och Syrien hemförde han betydande samlingar av fossila ryggradsdjur. Under en forskningsresa i förra Tyska Östafrika 1907 gjorde han vid Tendaguru den mycket uppmärksammade upptäckten av de största hittills kända dinosaurierna. Förutom populära skrifter, bland annat om fynd i grottor och insamling och bearbetning av fossil, författade han talrika vetenskapliga verk, särskilt om fossila ryggradsdjur. 